# Kongreßhalle Leipzig
El Kongreßhalle Leipzig (escrito como nombre propio según la antigua ortografía) es un edificio de eventos con varias salas en la calle Pfaffendorfer Straße de Leipzig, justo al lado de la entrada del zoo de Leipzig. Inaugurado en 1900 como salón social del zoo, el edificio fue durante más de ocho décadas uno de los lugares de eventos más importantes de Leipzig. Tras un largo periodo de inactividad, fue ampliamente renovado y reconvertido entre 2001 y 2015.

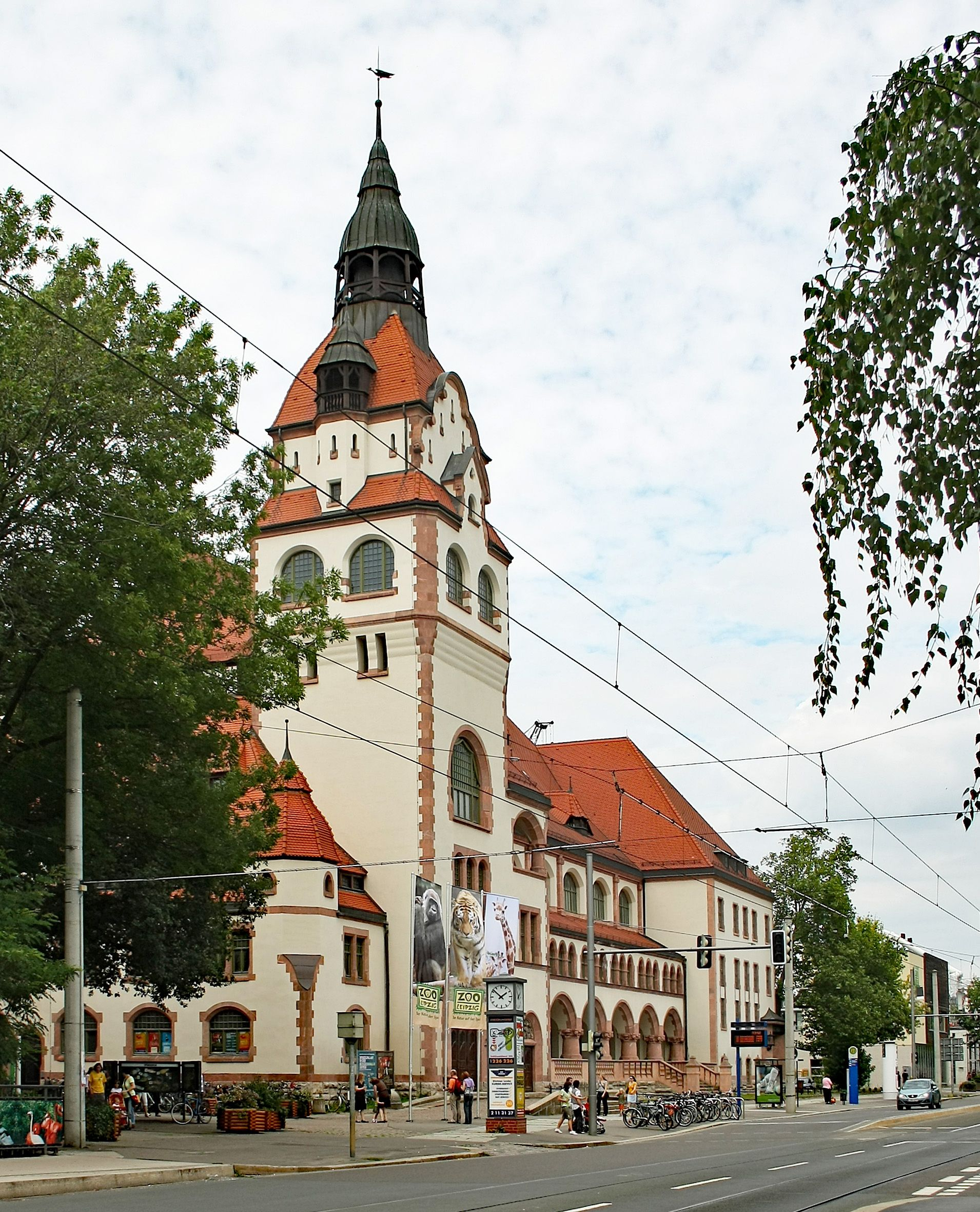
Kongresshalle Zoo Leipzig

## Edificio
El edificio de la Casa de la Sociedad, con elementos del "Jugendstil", fue diseñado por el arquitecto de Leipzig Heinrich Rust. Con su extensión longitudinal de 77 metros a lo largo de la calle, el ala que da al zoo y la torre de coronación de 50 metros de altura, la casa es un elemento dominante del desarrollo urbano.
La casa cuenta con varios salones y salas, que en el momento de su inauguración recibieron los siguientes nombres "Großer Saal", "Weißer Saal" "Terrassensaal" (hoy sala Richard Wagner), "Pfauensaal" (hoy sala Bach), "Lortzingsaal", "Goethesaal", "Lessing- und Leibnizsaal", "Mendelssohn-Bartholdy-Zimmer" y "Basteizimmer". El techo del vestíbulo se consideraba uno de los ejemplos más importantes del Art Decó en Leipzig. La pista de baile del Gran Salón era una de las más grandes de Europa de las denominadas pistas de baile oscilantes, que permitían un baile más suave gracias a una estructura de varias capas dotada de cavidades. El Gran Salón también contaba con un órgano. También había una oficina de correos especial.

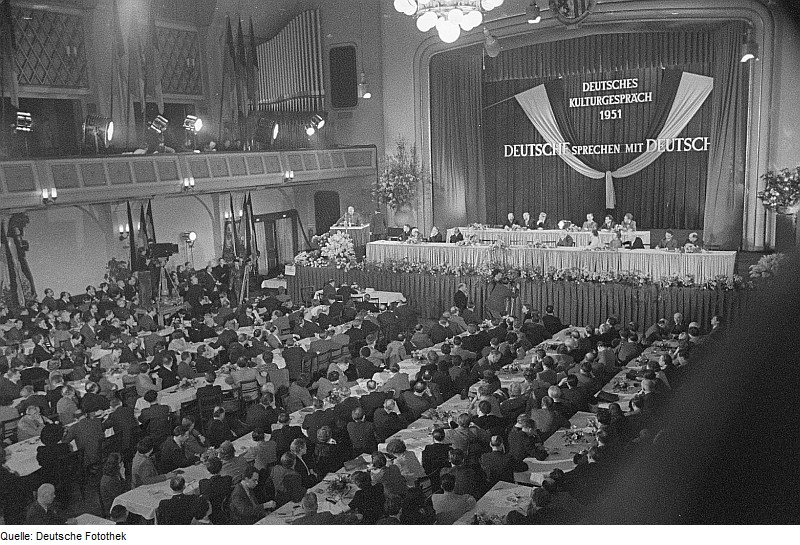
Fotothek df roe-neg 0006098 001 Vista de la sala de congresos con los participantes en las Charlas de Cultura Alemana

Al norte de la confluencia del Parthe con el entonces curso de la Pleiße, el Folwark existía desde la Edad Media en Pfaffendorf. Después de la reconstrucción de la finca tras la batalla de Leipzig, los edificios fueron utilizados también por el restaurante "Zum Pfaffendorfer Hof". En 1873, Ernst Pinkert se hizo cargo de este restaurante e inauguró su Jardín Zoológico de Leipzig en el prado que hay detrás, el domingo de Pentecostés de 1878. En 1899 lo transformó en una sociedad anónima, de la que fue nombrado consejero y director. A partir de ese momento comenzó una intensa actividad constructiva, en la que se demolieron los antiguos edificios de la finca y se construyeron estructuras para el zoológico, entre ellas la Bürgerliches Gesellschaftshaus en la Pfaffendorfer Straße, actual Palacio de Congresos, que fue iniciada por los comerciantes de Leipzig. La finalización de las obras de la Gesellschaftshaus estaba prevista inicialmente para el 1 de enero de 1900, pero tras los retrasos en la construcción la inauguración no tuvo lugar hasta el 29 de septiembre de 1900.
A menudo se afirma que el edificio sirvió de hospital militar durante la Primera Guerra Mundial, pero esto no puede probarse y se considera bastante improbable. Después de la guerra, la casa volvió a ser un lugar de encuentro social en Leipzig. Durante la Segunda Guerra Mundial sólo se produjeron pequeños daños, que se repararon pronto. En 1947, el Palacio de Congresos fue reconstruido y reconstruido (ampliación de las gradas, techo más bajo, instalación de un escenario). Se convirtió así en el salón social más importante de la ciudad de Leipzig.